# Joseph Mahmoud
Joseph Mahmoud, född den 13 december 1955 i Safi, Marocko, är en fransk friidrottare inom hinderlöpning.
Han tog OS-silver på 3 000 meter hinder vid friidrottstävlingarna 1984 i Los Angeles.